# Schizochilus lilacinus
Schizochilus lilacinus là một loài thực vật có hoa trong họ Lan. Loài này được Schelpe ex H.P.Linder miêu tả khoa học đầu tiên năm 1980.